# Lipinki (Klein-Polen)
Lipinki is een dorp in het Poolse woiwodschap Klein-Polen, in het district Gorlicki. De plaats maakt deel uit van de gemeente Lipinki en telt 2400 inwoners.